# Jules Armand Dufaure
Jules Armand Stanislas Dufaure (phát âm tiếng Pháp: [ʒyl aʁmɑ dyfoʁ]; 4 tháng 12 năm 1798 - 28 tháng 6 năm 1881) là một chính trị gia người Pháp.